# Domenico Giunti
Domenico Giunti, Giuntalodi o Giuntalochi (Prato, 25 febbraio 1505 – Guastalla, 28 ottobre 1560), è stato un architetto, pittore e ingegnere italiano.

## Biografia e opere
Figlio di Giovanni, un bottegaio ceraiuolo di Prato e di Chiara Miniati, Domenico Giunti iniziò la sua carriera nella bottega di Niccolò Soggi, allievo di Pietro Vannucci, la cui collaborazione è attestata al 1523 da un documento per un'opera presso la basilica di Santa Maria delle Carceri a Prato. Nel suo primo periodo professionale di apprendistato lavorò soprattutto nella provincia di Arezzo, ma a causa di un difficile rapporto con il maestro, nel 1530 decise di abbandonarlo e di trasferirsi autonomamente a Roma.
Dopo aver dedicato la parte iniziale della sua carriera alla pittura e poi all'incisione e al copismo, il soggiorno romano si rivelò fondamentale per imprimere una svolta nella vita di Giunti, che non solo approfondì gli elementi prospettici, appena accennati assieme al maestro Soggi, ma soprattutto quando fu presentato da don Martino, importante ministro portoghese, a Ferrante Gonzaga, decise di occuparsi prevalentemente di architettura civile e militare, non disdegnando la scenografia di prestigiosi giardini.
Ferrante Gonzaga, allora vicirè di Sicilia, richiese l'artista presso la sua corte, e divenne da quel momento il protettore di Giunti e l'artista si trasferì in Sicilia per operare sul territorio palermitano.
Nel 1546 Ferrante Gonzaga venne nominato governatore di Milano, e portò con sé l'architetto.
Il primo lavoro del Giunti a Milano fu il rifacimento di Villa Simonetta, in cui spicca il loggiato da cui probabilmente trasse ispirazione il Palladio per Palazzo Chiericati. Il motivo del loggiato della villa, nel pieno rispetto dei canoni rinascimentali, fu ripreso più tardi da Fabio Mangone nel cortile del palazzo del Senato milanese. Altra sua opera fu la chiesa di Sant'Angelo che fonde il richiamo all'Alberti della navata unica con la volta a botte: il risultato fu un misto tra le tradizioni architettoniche lombarde e toscane.
Quando morì Ferrante, Giunti continuò a collaborare con la famiglia Gonzaga, tramite la quale ottenne numerose commissioni, fino al suo decesso.
Tra i suoi ultimi lavori, vi fu la ristrutturazione del palazzo di famiglia quattrocentesco a Mantova e la residenza di campagna, La Motteggiana.